# Karl Markovics

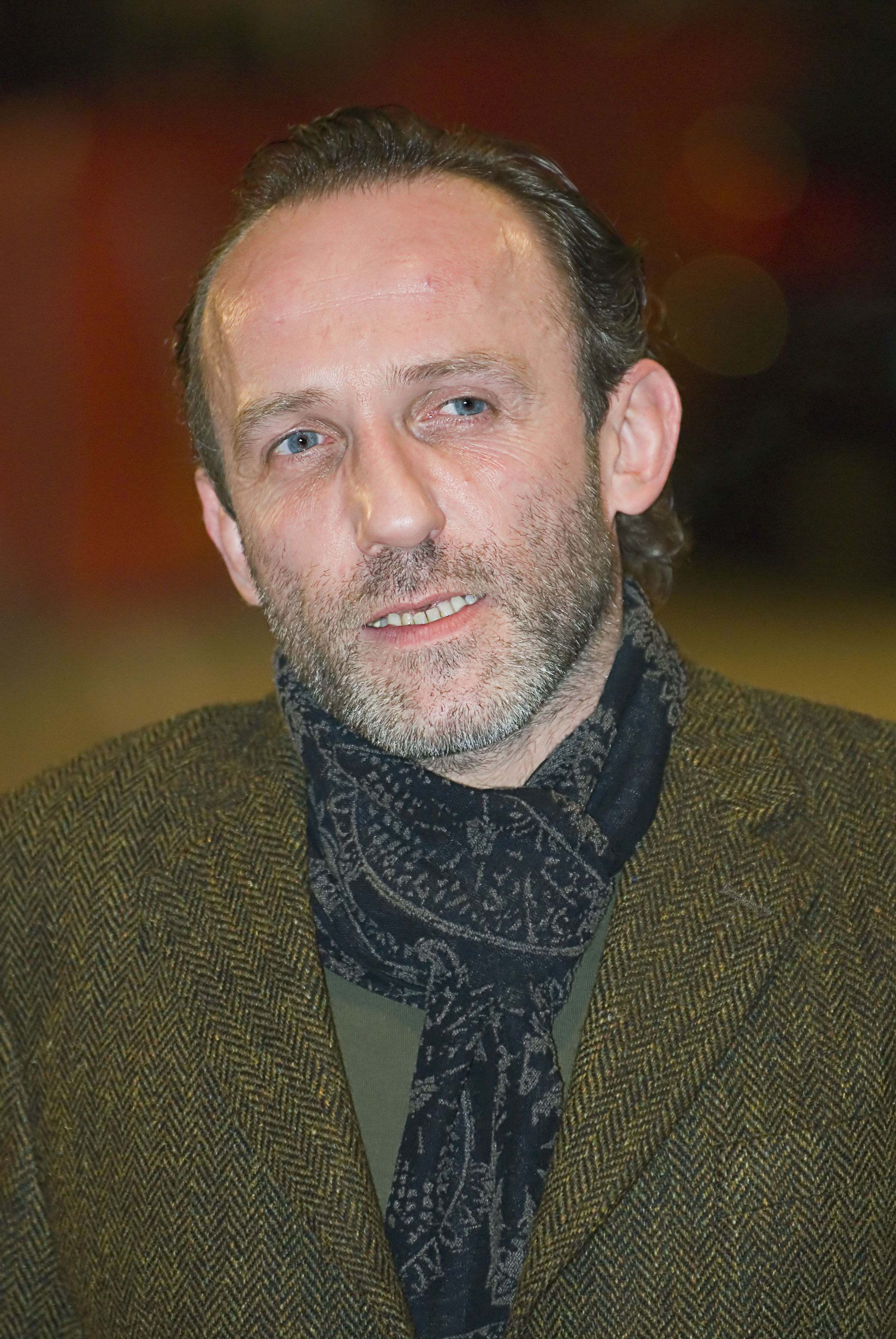
Karl Markovics, 2007

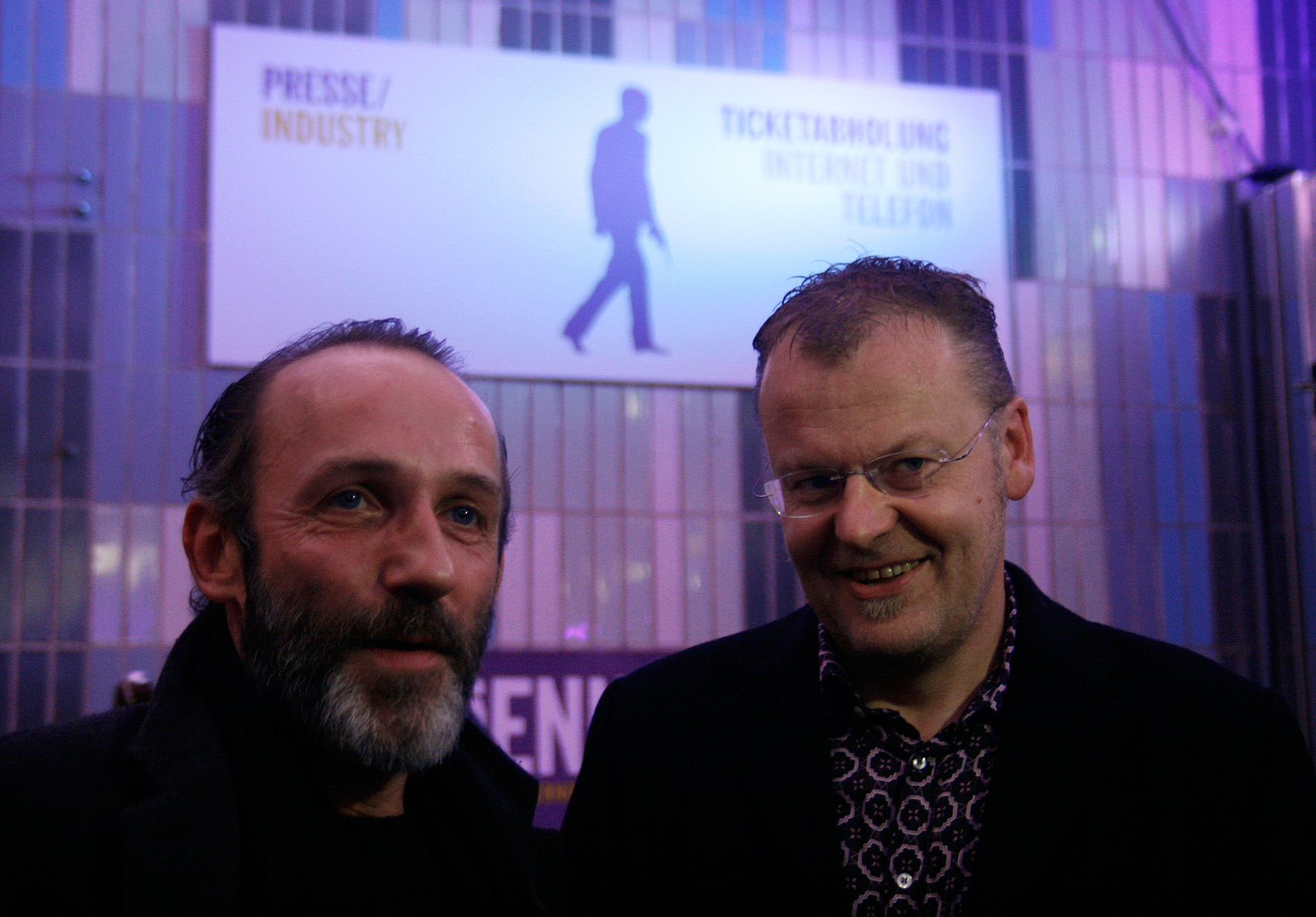
Karl Markovics und Stefan Ruzowitzky, 2009

Karl Markovics (* 29. August 1963 in Wien) ist ein österreichischer Schauspieler, Regisseur und Drehbuchautor. Die Hauptrolle im Film Die Fälscher aus dem Jahr 2007 ist sein größter internationaler Erfolg.

## Leben und Wirken
Der Sohn einer Verkäuferin und eines Busfahrers wollte keinen bürgerlichen Beruf ergreifen, sondern zum Theater, wofür die Eltern Verständnis zeigten. Er scheiterte jedoch bei der Aufnahmeprüfung für das Max-Reinhardt-Seminar. Davon ließ er sich nicht beirren und begann 1982 am Serapionstheater Wien zu spielen. 1987 wechselte er zum Wiener Ensemble.
Die erste Filmrolle übernahm Markovics 1991 in dem Kinofilm Hund und Katz von Michael Sturminger. 1993 spielte er den Kirchingerwirt in Paul Harathers tragikomischem Roadmovie Indien. Einem breiteren Publikum wurde er als Bezirksinspektor Stockinger, zunächst in der österreichischen Krimiserie Kommissar Rex, danach in der Spin-off-Serie Stockinger bekannt. Es folgten weitere Filmrollen, unter anderem in Hinterholz 8, Late Show und – als Hauptdarsteller neben Julia Stemberger – in Geboren in Absurdistan sowie in Komm, süßer Tod.
In den folgenden Jahren spielte Markovics in zahlreichen Fernseh- und Theaterproduktionen, unter anderem am Theater in der Josefstadt und am Wiener Volkstheater, wo er 2005 mit Eugène Ionescos Die kahle Sängerin auch erstmals selbst ein Stück inszenierte. 2008 sah man ihn in der zweiteiligen Fernsehproduktion Die Gustloff unter der Regie von Joseph Vilsmaier neben Michael Mendl, Heiner Lauterbach, Francis Fulton-Smith und Dana Vávrová die Hauptrolle des U-Boot-Korvettenkapitäns Petri.
Die Hauptrolle des Salomon Sorowitsch in Stefan Ruzowitzkys Film Die Fälscher, der bei der 80. Oscarverleihung als Bester fremdsprachiger Film ausgezeichnet wurde, ist bis heute Markovics’ größter internationaler Erfolg. 2009 war er zusammen mit anderen österreichischen Filmschaffenden Mitbegründer der Akademie des Österreichischen Films.
2011 gab er mit dem Spielfilm Atmen sein Debüt als Regisseur und Drehbuchautor. Die Produktion mit Thomas Schubert in der Hauptrolle wurde in die Reihe Quinzaine des réalisateurs der 64. Filmfestspiele von Cannes eingeladen und dort mit dem Prix Europa Cinemas Label sowie 2012 in sechs Kategorien mit dem Österreichischen Filmpreis ausgezeichnet.
2011 spielte er auch in dem Kinofilm Süskind des niederländischen Regisseurs Rudolf van den Berg. Darin verkörperte er Ferdinand aus der Fünten, der als SS-Hauptsturmführer während des Zweiten Weltkriegs für die Zentralstelle für jüdische Auswanderung in Amsterdam verantwortlich war.
Im Spielfilm Die Geliebte des Teufels des tschechischen Regisseurs Filip Renč über das Leben der umstrittenen tschechischen Schauspieldiva Lída Baarová spielt Markovics die Hauptrolle, Baarovas Geliebten Joseph Goebbels. Der Film wurde von April bis Juni 2015 überwiegend in der Tschechien gedreht und feierte seine Weltpremiere im Jänner 2016 in Prag. Bei den Bregenzer Festspielen 2018 inszenierte er die Uraufführung der Oper Das Jagdgewehr des Komponisten Thomas Larcher und gab damit sein Debüt als Opernregisseur.
Im Sommer 2023 stand er als Sigmund Freud in der Villa Wartholz für die Universum-History-Folge Verbotenes Begehren – Meilensteine queerer Geschichte vor der Kamera, in der Margarethe „Gretl“ Csonka, dargestellt von Christina Cervenka, wegen ihrer lesbischen Neigungen zu Freud geschickt wurde.
Markovics ist mit der Theater- und Filmschauspielerin Stephanie Taussig (* 1967) verheiratet und Vater zweier adoptierter Kinder. Er wohnt in der Nähe von Wien.

## Filmografie (Auswahl)

### Fernsehfilme und -serien
- 1994: Polizeiruf 110 – Lauf, Anna, lauf!
- 1994–1996: Kommissar Rex (Fernsehserie, 29 Folgen)
- 1996: Stockinger (Fernsehserie, 14 Folgen)
- 1998: MA 2412 (Sitcom, Gastauftritte)
- 1999: Sturmzeit (fünfteiliger Fernsehfilm)
- 2000: Lumpazivagabundus (Fernsehfilm)
- 2001: Blumen für Polt
- 2002: Andreas Hofer – Die Freiheit des Adlers (Fernsehfilm)
- 2002: Die Wasserfälle von Slunj
- 2003: Annas Heimkehr
- 2004: Zuckeroma
- 2004: Kommissarin Lucas – Vergangene Sünden
- 2005: Mein Mörder
- 2005: Vier Frauen und ein Todesfall (Fernsehfilm)
- 2005: Trautmann (Fernsehfilmreihe)
- 2006: Kronprinz Rudolfs letzte Liebe (zweiteiliger Fernsehfilm)
- 2006: Die Märchenstunde: Rapunzel oder Mord ist ihr Hobby
- 2007: Franz Fuchs – Ein Patriot (Fernsehfilm)
- 2008: Die Gustloff (Fernsehfilm)
- 2010: Kennedys Hirn
- 2013: Mord in den Dünen
- 2016: Polizeiruf 110 – Und vergib uns unsere Schuld
- seit 2017: Babylon Berlin (Fernsehserie)
- 2017: Maria Theresia
- 2018: Beat (Amazon Original, sieben Folgen)
- 2018: Das Wunder von Wörgl
- 2018: Parfum
- 2019: Landkrimi – Das letzte Problem
- 2020: Tatort – Du allein
- 2022: Tatort: Warum (Fernsehreihe)
- 2023: Landkrimi – Das Schweigen der Esel (Fernsehreihe)
- 2023: Universum History: Verbotenes Begehren – Meilensteine queerer Geschichte (Fernsehserie)

### Kinofilme
- 1993: Indien
- 1993: Muttertag – Die härtere Komödie
- 1993: Halbe Welt
- 1995: Auf Teufel komm raus
- 1997: Qualtingers Wien
- 1998: Hinterholz 8
- 1998: Der Strand von Trouville
- 1998: Drei Herren
- 1999: Late Show
- 1999: Alles Bob!
- 1999: Wanted
- 1999: Geboren in Absurdistan
- 2000: Komm, süßer Tod
- 2001: Showdown
- 2001: Die Männer ihrer Majestät (All the Queen’s Men)
- 2007: Die Fälscher
- 2009: Hexe Lilli – Der Drache und das magische Buch
- 2009: Die kleinen Bankräuber
- 2010: Nanga Parbat
- 2010: Henri 4
- 2010: Mahler auf der Couch
- 2010: Die verrückte Welt der Ute Bock
- 2011: Unknown Identity (Unknown)
- 2012: Eastalgia
- 2012: Süskind
- 2012: Die Vermessung der Welt
- 2014: Grand Budapest Hotel
- 2016: Nebel im August
- 2016: Kongens nei
- 2016: Die Geliebte des Teufels (Lída Baarová)
- 2016: Die Schneekönigin (Tajna Sneschnoj Korolewi)
- 2017: Zwischen den Jahren
- 2018: Murer – Anatomie eines Prozesses
- 2018: The Dark
- 2018: Trautmann
- 2019: Wie ich lernte, bei mir selbst Kind zu sein
- 2019: Ein verborgenes Leben (A Hidden Life)
- 2019: Nobadi
- 2020: Resistance – Widerstand (Resistance)
- 2022: Der Fuchs
- 2022: Was man von hier aus sehen kann
- 2024: Die Ermittlung
- 2025: Das Licht
- 2025: Sie glauben an Engel, Herr Drowak?

### Als Regisseur und Drehbuchautor
- 2011: Atmen
- 2015: Superwelt
- 2019: Nobadi

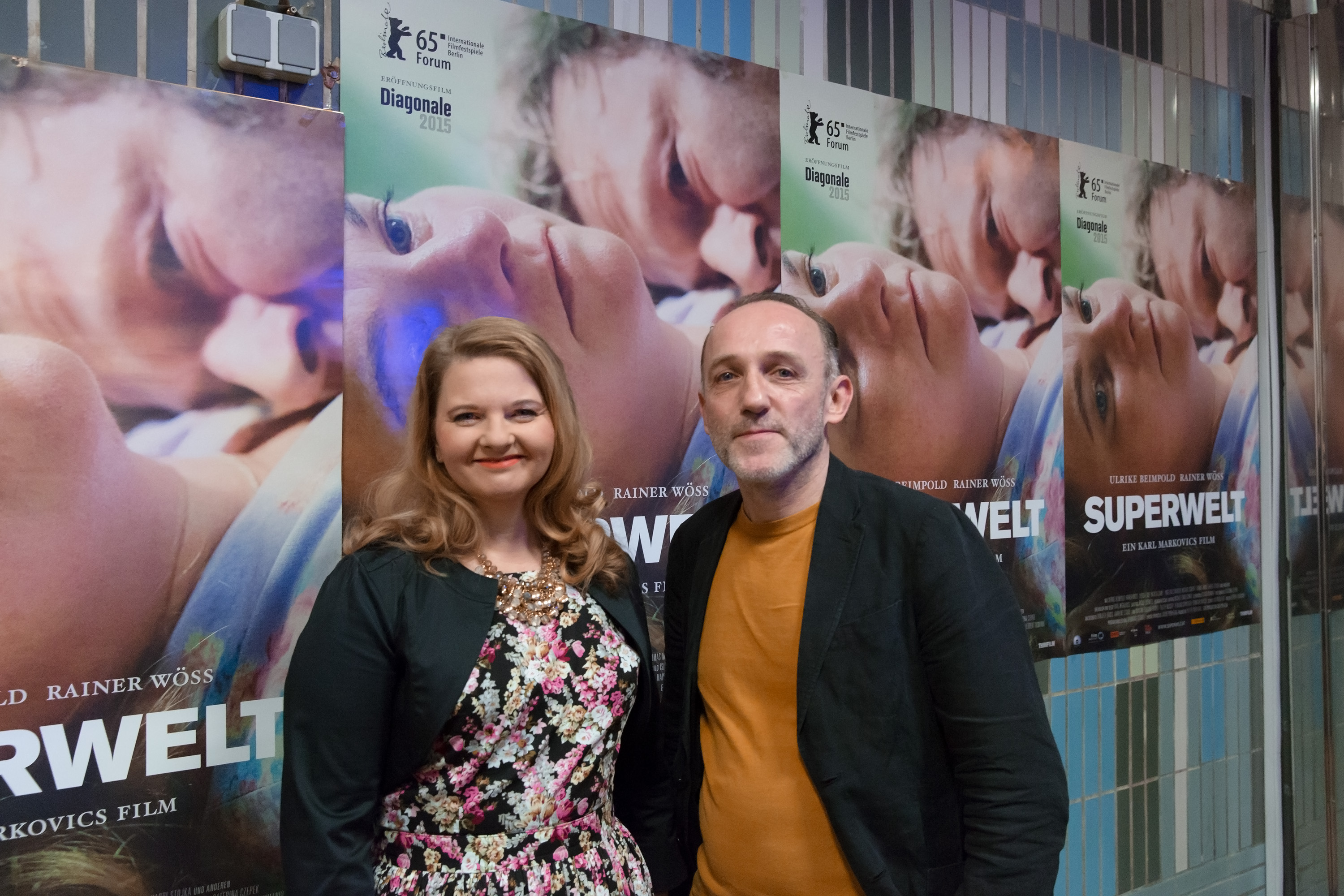
Karl Markovics mit Ulrike Beimpold bei der Wien-Premiere von Superwelt (2015)

- 2019: Landkrimi – Das letzte Problem (Regie)
- 2023: Landkrimi – Das Schweigen der Esel

## Theaterengagements
- 1992/1993: Einen Jux will er sich machen – In der Rolle des August Sonders. Volkstheater
- 1999/2000: Lumpazivagabundus – In der Rolle des Zwirn. Volkstheater
- 2004/2005: Hunt oder der totale Februar – Theater im Hausruck
- 2006: Mein Nestroy – Theater in der Josefstadt
- 2006: A Midsummer Night's Dream – Volksoper
- 2008: Die Fledermaus  – In der Rolle des Frosch – Operette von Johann Strauss – Opernhaus Zürich
- 2008: Mein Kampf – Theater in der Josefstadt
- 2010: Alpenkönig und Menschenfeind – Sommerarena Baden
- 2018: Das Jagdgewehr – Bregenzer Festspiele – Uraufführung der Oper von Thomas Larcher, Libretto Friederike Gösweiner

## Auszeichnungen
- 2007: Semana Internacional de Cine de Valladolid als Bester Schauspieler (in Die Fälscher)
- 2007: Middle East International Film Festival, Abu Dhabi, Black Pearl als Bester Schauspieler (in Die Fälscher)[9]
- 2007: Romy in der Kategorie Beliebtester Schauspieler
- 2008: Romy in der Kategorie Beliebtester Schauspieler
- 2008: Diagonale – Großer Diagonale-Schauspielpreis für herausragende Leistungen (in Die Fälscher)
- 2008: Emmy Awards – Nominierung als Bester Schauspieler in einem ausländischen Fernsehfilm (in Franz Fuchs – Ein Patriot)
- 2010: Nestroy-Ring, verliehen im Lehártheater, Bad Ischl, am 25. Mai (Johann Nestroys Todestag)[10][11]
- 2011: Prix Europa Cinemas Label bei den 64. Filmfestspielen von Cannes für Atmen
- 2011: Hauptpreis beim Sarajevo Film Festival für Atmen
- 2011: Hauptpreis in der Kategorie Film des 35. São Paulo International Film Festivals für Atmen[12]
- 2012: Österreichischer Filmpreis für Atmen (Beste Regie, Bestes Drehbuch)
- 2012: Preis der Saarland Film GmbH des Günter Rohrbach Filmpreises für Atmen
- 2014: 1. Wolfgang Swoboda Preis für Menschlichkeit der Vereinigung Österreichischer Staatsanwältinnen und Staatsanwälte für den Film „Atmen“[13]
- 2016: Schauspieler des Jahres beim ORF Hörspielpreis
- 2016: Der norwegische Amanda (Filmpreis) für die beste männliche Nebenrolle des Kongens Nei
- 2017: Deutscher Schauspielpreis – Bester Schauspieler in einer Hauptrolle für Polizeiruf 110: Und vergib uns unsere Schuld[14]
- 2019: Österreichischer Musiktheaterpreis in der Kategorie Beste Regie für Das Jagdgewehr bei den Bregenzer Festspielen[15]